# Lauritz Myreböe
Lauritz Myreböe (ur. 21 czerwca 1899 w Bergen, zm. 7 stycznia 1975 w Geilo) – norweski armator, kupiec i urzędnik konsularny.

## Życiorys
Syn Lauritza Benjamina Larsena Myrebøe (1869-) i Severine Amalie Arnesen Aarø (1869-). Z Gdańskiem był związany od 1921. Od 1933 kierował spółką „Gdyński Import śledzi Gdynia”/„Herring Import Ltd”, z siedzibą w Gdyni. W 1922 oraz w latach 1937–1939 powierzono mu pełnienie funkcji konsula generalnego Norwegii w Gdańsku. Mieszkał w Sopocie przy Kollathstrasse 9 (obecnie ul. Kasprowicza) (1933). Pełnił też funkcję pierwszego po II wojnie przedstawiciela dyplomatycznego Norwegii w Warszawie (1945). Następnie był właścicielem firmy armatorskiej Skips-A/S L. Myreböe w Bergen.